# Ernest Lémonon
Ernest Lémonon, né le 13 décembre 1878 à Bordeaux (Gironde) et mort le 14 mars 1956 à Paris (Île-de-France), est un juriste et  économiste français.

## Biographie
Ernest Marie Amédée Lémonon naît le 13 décembre 1878 à Bordeaux. 
Après des études en droit, il devient avocat à la Cour d'appel de Paris le 3 janvier 1900. Il est docteur en droit en 1902. 
Il est chargé de missions d'études à l'étranger par le ministère de l'Instruction publique et par le ministère du Commerce. Il est envoyé comme chargé de mission à Naples en 1912.
Il est ensuite nommé chef adjoint du cabinet du président de la Chambre des députés, puis du président de la République,. Il aurait été chargé par le président de quelques « missions secrètes ».
En 1924, il collabore avec Alfred de Tarde aux Éditions Plon en tant que directeur de collection pour la série « Hommes et Idées ». 
En qualité de juriste, il est envoyé par le gouvernement français auprès des tribunaux arbitraux mixtes franco-allemands, autrichien, bulgare et turc. Il est ensuite envoyé comme représentant de la France devant la Cour permanente de justice internationale.
Il occupe parallèlement la fonction d'avocat pour le ministre des Affaires étrangères de l'époque.
Il devient par la suite conseiller juridique du protectorat français du Maroc. 
Il est membre de l'Institut de droit international, pour lequel il publie des rapports sur le droit international. Il est vice-président de la Société des gens de lettres. Il est collaborateur de la Revue de Paris et de la Revue politique et parlementaire, ainsi que de la Revue politique et littéraire, du journal Le Temps. Il travaille également pour Dalloz.
En 1949, il fonde l'Association internationale pour la culture française à l'étranger, dont il est le premier président.
L’Académie française lui décerne le prix Louis-Paul-Miller en 1950 et le prix de la langue-française en 1956.

## Prix Ernest Lémonon
L'Académie des sciences morales et politiques a institué le prix annuel Ernest Lémonon qui récompense un ouvrage français traitant de politique étrangère contemporaine ou de questions économiques ou sociales françaises ou étrangère.

## Publications
Liste non exhaustive
- Naples et son golfe, Paris, H. Laurens, 1911, 72 p. (Les Villes d'art célèbres)
- L'Europe et la politique britannique (1882 - 1909), préface de Paul Deschanel, Félix Alcan Editeur, 1910, 542 p.
- Naples, Notes historiques et sociales, Paris, 1912.
- L’Italie économique et sociale : 1861-1912, par Ernest Lemonon. – Paris, Librairie Félix Alcan, 1913. In-8° (22 cm), 432 p. (Collection : Bibliothèque d’histoire contemporaine. Collection du Musée social.)
- L’Italie d’après-guerre, 1914-1921, par Ernest Lémonon. – Paris, Librairie Félix Alcan, 1922. In-8° (21 cm), VIII-262 p. (Collection : Bibliothèque d’histoire contemporaine.)
- Memel, in : Revue politique et parlementaire du 10 septembre 1926
- De Cavour à Mussolini : Histoire des partis politiques italiens, A. Pedone, 1938, 94 p. (Bibliothèque internationale et diplomatique)
- Une étape de la démocratie anglaise : 1906-1914, par Ernest Lémonon. – Paris, Librairie Marcel Rivière et Cie, 1947. In-8° (22 cm), 183 p. (Collection : Bibliothèque des sciences politiques et sociales.)
- L’Europe et la politique britannique : 1882-1909, par Ernest Lémonon. – Paris, Félix Alcan, 1910. In-8° (cm), VIII-555 p. (Collection : Bibliothèque d’histoire contemporaine.)
- La Nouvelle Europe centrale et son bilan économique (1919-1930). [Par] Ernest Lémonon. – Paris, Librairie Félix Alcan, 1931. In-16 (cm), 262 p. (Collection : Les Questions du temps présent.)
- Bonheur, Paris, A. Michel, 1949

- L'imunité de juridiction et d'exécution forcées des États étrangers, Institut de droit international, Session d'Aix-en-Provence, 1954.

ainsi que divers articles dans Je sais tout, La Revue de Paris, Le Petit Journal, L'Opinion, Mercure de France, Vieilles maisons françaises.